# District de Huiyang
Le district de Huiyang (惠阳区 ; pinyin : Huìyáng Qū) est une subdivision administrative de la province du Guangdong en Chine. Il est placé sous la juridiction de la ville-préfecture de Huizhou.
Huiyang est la ville natale d'un des chefs militaires de la révolution communiste chinoise, Ye Ting.

## Démographie
La population du district était de 609 707 habitants en 1999.